# Diplocolenus ikumae
Diplocolenus ikumae är en insektsart som beskrevs av Matsumura 1911. Diplocolenus ikumae ingår i släktet Diplocolenus och familjen dvärgstritar. Inga underarter finns listade i Catalogue of Life.